# 514 v. Chr.
Portal Geschichte | Portal Biografien | Aktuelle Ereignisse | Jahreskalender | Tagesartikel

◄ |
7. Jahrhundert v. Chr. |
6. Jahrhundert v. Chr. |
5. Jahrhundert v. Chr. |
►

◄ | 530er v. Chr. | 520er v. Chr. | 510er v. Chr. | 500er v. Chr. |
490er v. Chr. |
►

◄◄ | ◄ | 517 v. Chr. | 516 v. Chr. | 515 v. Chr. | 514 v. Chr. |
513 v. Chr. |
512 v. Chr. |
511 v. Chr. |
► |
►►

## Ereignisse

### Politik und Weltgeschehen

#### Griechenland
Während der Panathenäen verüben die „Tyrannenmörder“ Harmodios und Aristogeiton einen Mordanschlag auf die athenischen Tyrannen Hippias und Hipparchos. Hipparchos kommt dabei ums Leben, während Hippias entkommen kann. Daraufhin verhärtet sich das von Hippias nun allein ausgeübte tyrannische Regime. 

#### Perserreich/Skythen
- 515/514 v. Chr.: Das persische Achämenidenreich unter Dareios I. führt einen erfolglosen Feldzug gegen die Skythen. Histiaios, Tyrann von Milet unter persischer Oberhoheit, sichert den zurückweichenden Persern den Übergang über die Donau. Für seine Verdienste wuird ihm gestattet, die Stadt Myrkinos in Thrakien zu gründen.

#### Kaiserreich China
Auf Anraten von Minister Wu Zixu gründet König Helü von Wu eine Stadt, aus der sich das heutige Suzhou entwickelt.

## Gestorben
- Hipparchos, Tyrann von Athen
- Harmodios, Tyrannenmörder
- Aristogeiton, Tyrannenmörder